# Avicularia minatrix
Avicularia minatrix es una especie de araña que pertenece a la familia Theraphosidae (tarántulas). Es una especie endémica de Venezuela.